# Lesonice (Moravia meridionale)
Lesonice è un comune della Repubblica Ceca facente parte del distretto di Znojmo, in Moravia Meridionale.